# Solution Tech-Vini Fantini
Das Team Solution Tech-Vini Fantini ist ein italienisches Radsportteam mit Sitz in Montecatini Terme. 

## Organisation und Geschichte
Die Mannschaft wurde im Jahre 2022 als UCI Continental Team unter den Namen Team Corratec gegründet. Namensgeber und Hauptsponsor war bis 2024 der deutsche Fahrradhersteller Corratec. In der ersten Saison erzielte das Team 12 Siege, zwölf davon durch Dušan Rajović. Zur Saison 2023 erhielt es eine Lizenz als UCI ProTeam.  Wenige Tage vor dem Start der Giro d’Italia 2023 trat der italienische Fahrradsattelhersteller Selle Italia für die Saison 2023 als zweiter Namenssponsor der Mannschaft bei.
2024 ersetzte Vini Fantini, eine Gruppe von Weingütern in Italien, Selle Italia als Co-Titelsponsor. Vini Fantini war zuvor bereits langjähriger Sponsor des aufgelösten Radsportteams Vini Zabù. 2025 wechselte das Team zum chinesischen Fahrradausrüster Pardus, als neuer Titelsponsor kam Soltion Tech dazu, ein italienischer Hersteller von Photovoltaikanlagen. Zudem kehrte Dušan Rajović in das Team zurück und erzielte gleich im ersten Saisonrennen einen Etappenerfolg bei der Tour of Sharjah.

## Platzierungen in UCI-Ranglisten
| World Ranking | World Ranking | World Ranking             | World Ranking |
| Jahr          | Teamwertung   | Einzelwertung             |               |
| ------------- | ------------- | ------------------------- | ------------- |
| 2022          | 100.          | Dušan Rajović (375. )     |               |
| 2023          | 35.           | Nicolás Tivani (260. )    |               |
| 2024          | 42.           | Kristian Sbaragli (379. ) |               |
|               |               |                           |               |
| Quelle: UCI   |               |                           |               |

## Mannschaft 2025
| Teamkader 2025          | Teamkader 2025     | Teamkader 2025         | Teamkader 2025                                 |
| Name                    | Geburtsdatum       | Land                   | Vorheriges Team                                |
| ----------------------- | ------------------ | ---------------------- | ---------------------------------------------- |
| Yukiya Arashiro         | 22. September 1984 | Japan                  | Bahrain Victorious (2024)                      |
| Davide Baldaccini       | 22. Mai 1998       | Italien                | Petroli Firenze-Hopplà-Don Camillo (2021)      |
| Alexandre Balmer        | 4. Mai 2000        | Schweiz                | Team Jayco AlUla (2023)                        |
| Valerio Conti           | 30. März 1993      | Italien                | Astana Qazaqstan Team (2022)                   |
| Filippo Fortin          | 1. Februar 1989    | Italien                | Maloja Pushbikers (2024)                       |
| Roberto González        | 21. Mai 1994       | Panama                 | MG.K Vis Colors For Peace (2023)               |
| Alessandro Iacchi       | 26. Mai 1999       | Italien                | Team Qhubeka (2022)                            |
| Felix Meo               | 3. April 1997      | Neuseeland             | Maloja Pushbikers (2024)                       |
| Tommaso Nencini         | 10. September 2000 | Italien                | Zalf Euromobil Fior (2024)                     |
| Andrea Piras            | 5. Februar 2002    | Italien                | Namedsport-MI Impianti (2024)                  |
| Lorenzo Quartucci       | 5. April 1999      | Italien                | Petroli Firenze-Hopplà (2022)                  |
| Dušan Rajović           | 19. November 1997  | Serbien                | Bahrain Victorious (2024)                      |
| Joann Rolando           | 20. September 2006 | Italien                | Team Franco Ballerini (2024)                   |
| Carlos Samudio          | 5. Oktober 1997    | Panama                 | MG.K Vis Colors For Peace (2024)               |
| Kristian Sbaragli       | 8. Mai 1990        | Italien                | Alpecin-Deceuninck (2023)                      |
| Mark Stewart            | 25. August 1995    | Vereinigtes Königreich | Bolton Equities Black Spoke Pro Cycling (2023) |
| Arnaud Tissières        | 14. Mai 1996       | Schweiz                | Elite Fondations Cycling Team (2024)           |
| Kyrylo Tsarenko         | 13. Oktober 2000   | Ukraine                | Gallina-Ecotek-Lucchini (2022)                 |
| Luca Verrando           | 12. Juli 2004      | Italien                | Team Bike Sicilia - Multicar Amarù (2024)      |
| Đorđe Đurić             | 21. Juni 2000      | Serbien                | Adria Mobil (2024)                             |
|                         |                    |                        |                                                |
| Quelle: ProCyclingStats |                    |                        |                                                |